# Tesla Powerwall

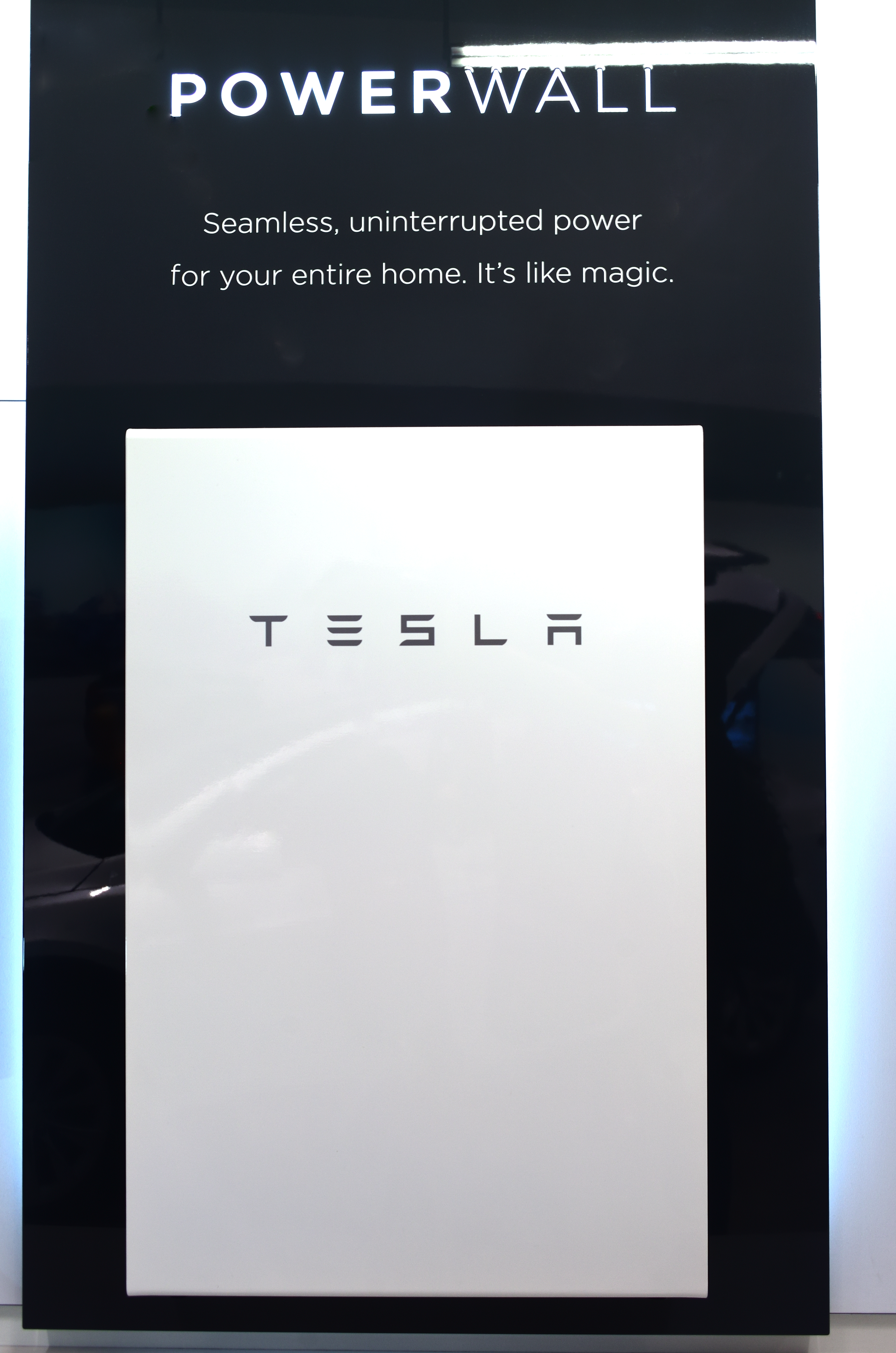
Tesla Powerwall 2

Tesla Powerwall é um sistema de armazenamento com baterias recarregáveis de íons de lítio fabricadas pela Tesla para uso doméstico. Armazena eletricidade para consumo doméstico, para transferência de carga e como reserva de energia. Foi anunciado em 2015, com uma demonstração piloto de 500 unidades construídas e instaladas durante o mesmo ano, a produção atualmente (2019) está na versão 2 do produto, melhorada em termos de desempenho e estética, aumentando ligeiramente o peso, mas reduzindo seu tamanho e adotando uma forma mais quadrada e regular.

## Especificações[2]
| Modelo      | Voltagem | Potência                | Energia  | Temperatura operativa         | Peso            | Dimensão (H x W x D)                              |
| ----------- | -------- | ----------------------- | -------- | ----------------------------- | --------------- | ------------------------------------------------- |
| Powerwall 1 | 230 V AC | 3.3 kW                  | 6.4 kWh  | −4 até 110 °F (−20 até 43 °C) | 214 lb (97 kg)  | 51,3 in × 34 in × 7,2 in (130 cm × 86 cm × 18 cm) |
| Powerwall 2 | 230 V AC | Pico 7 kW contínuo 5 kW | 13.5 kWh | −4 até 122 °F (−20 até 50 °C) | 264 lb (120 kg) | 44 in × 29 in × 5,5 in (112 cm × 74 cm × 14 cm)   |